# Rhinophis sanguineus
Rhinophis sanguineus är en ormart som beskrevs av Beddome 1863. Rhinophis sanguineus ingår i släktet Rhinophis och familjen sköldsvansormar. Inga underarter finns listade i Catalogue of Life.
Arten förekommer i södra Indien i delstaterna Kerala och Tamil Nadu. Den lever bland annat i Nilgiribergen och på platån Wynaad. Honor lägger inga ägg utan föder levande ungar.